# W. Turner Logan

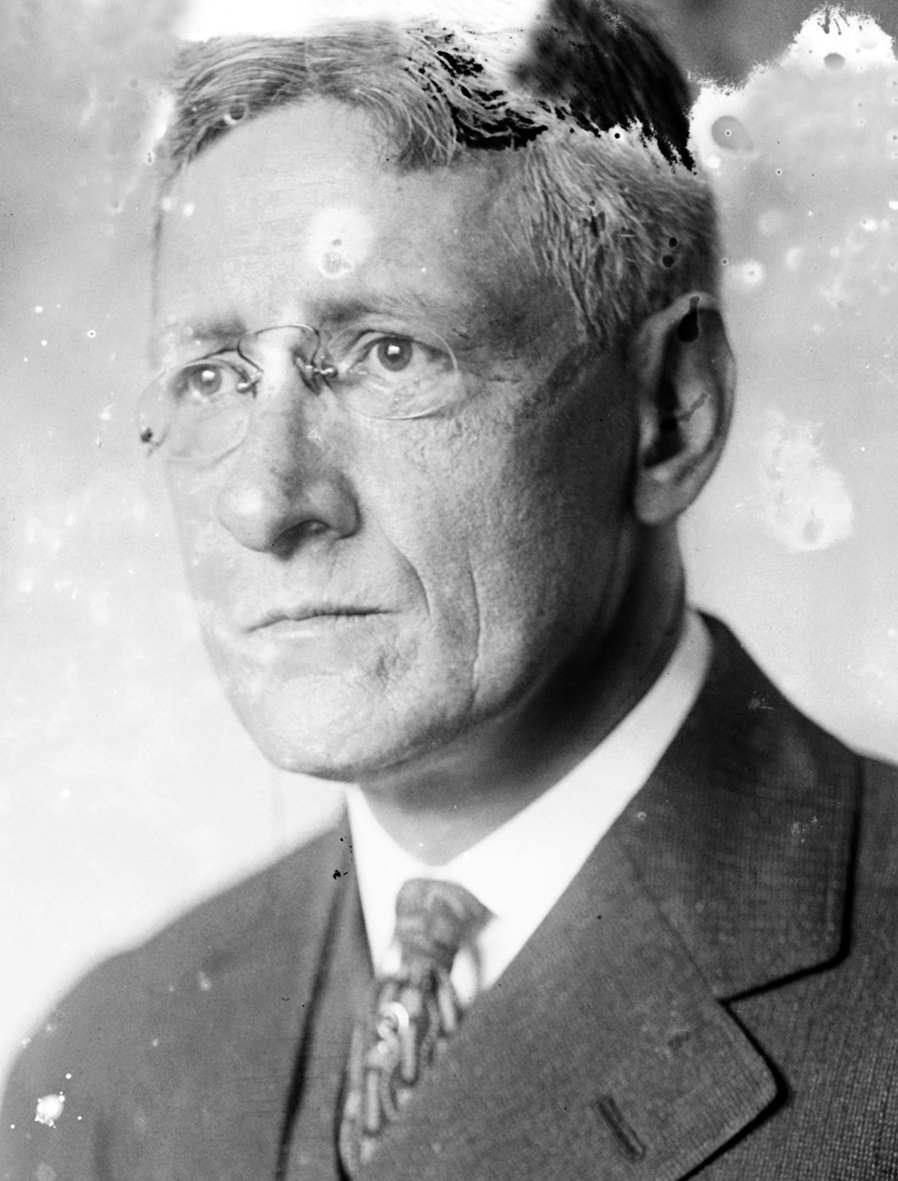
W. Turner Logan

William Turner Logan (* 21. Juni 1874 in Summerville, Dorchester County, South Carolina; † 15. September 1941 in Charleston, South Carolina) war ein US-amerikanischer Politiker. Zwischen 1921 und 1925 vertrat er den Bundesstaat South Carolina im US-Repräsentantenhaus.

## Werdegang
W. Turner Logan besuchte die öffentlichen Schulen seiner Heimat und danach bis 1895 das College of Charleston. Nach einem anschließenden Jurastudium an der University of Virginia in Charlottesville und seiner Zulassung als Rechtsanwalt begann er in Charleston in seinem neuen Beruf zu arbeiten. Logan wurde Mitglied der Demokratischen Partei und war von 1901 bis 1904 Abgeordneter im Repräsentantenhaus von South Carolina. Zwischen 1914 und 1918 fungierte er als wirtschaftlicher Berater (Corporation Counsel) der Stadt Charleston. Logan war von 1916 bis 1918 Vorsitzender der Demokraten im Charleston County. Danach übte er diese Funktion in der Stadt Charleston aus.
Bei den Kongresswahlen des Jahres 1920 wurde Logan im ersten Wahlbezirk von South Carolina in das US-Repräsentantenhaus in Washington, D.C. gewählt. Dort trat er am 4. März 1921 die Nachfolge von Richard S. Whaley an. Nach einer Wiederwahl im Jahr 1922 konnte er bis zum 3. März 1925 zwei Legislaturperioden im Kongress absolvieren. Für die Wahlen des Jahres 1924 wurde er von seiner Partei nicht mehr für eine weitere Amtszeit nominiert. Danach zog sich Logan aus der Politik zurück. In den folgenden Jahren bis zu seinem Tod im Jahr 1941 arbeitete er wieder als Rechtsanwalt.